# 勝平得之
勝平 得之（かつひら とくし、1904年4月6日 - 1971年1月4日）は、秋田県秋田市本町（現在の大町）生まれの版画家。本名・勝平徳治。

## 人物
家業である紙漉き業、左官業の傍ら絵を書いていたところ、竹久夢二の絵に惹かれ浮世絵版画を始める。このとき、色刷版画の研究をし、1928年に自画、自刻、自刷の彩色抜法を完成させる。以後、故郷秋田の情景を描き続ける。1929年には日本版画協会展に「外濠夜景」、「八橋街道」が入選。その後、1931年の第12回帝展で第2部初入選など、数々の展覧会に多数入選し国内に名を轟かせた。1935年、秋田県を訪れたブルーノ・タウトと知り合いになり、作品が世界に紹介された。ケルン東洋美術館には代表作およそ70点が保存されている。
秋田県文化功労章、秋田市文化章、河北文化賞を受賞。
1971年1月4日、胃癌のため市立秋田総合病院で死去。

## 代表作品
- 秋田二十四景
- 秋田風俗十態
- 花四題
- 大日堂舞楽図
- 米作四題